# Perdita bidentata
Perdita bidentata är en biart som beskrevs av Timberlake 1956. Perdita bidentata ingår i släktet Perdita och familjen grävbin. Inga underarter finns listade i Catalogue of Life.